# Styringomyia tenuisterna
Styringomyia tenuisterna är en tvåvingeart som beskrevs av Alexander 1960. Styringomyia tenuisterna ingår i släktet Styringomyia och familjen småharkrankar. Inga underarter finns listade i Catalogue of Life.